# Quatre-Septembre (metropolitana di Parigi)
Quatre-Septembre è una stazione della metropolitana di Parigi, sulla linea 3, situata nel II arrondissement di Parigi.

## La stazione
L'inaugurazione avvenne nell'ottobre del 1904, al momento dell'apertura del primo tronco della linea 3 fra avenue de Villiers (oggi Villiers) e Père Lachaise.
È ubicata sotto la rue du 4 Septembre, così chiamata in memoria del 4 settembre 1870, giorno in cui Léon Gambetta proclamò la Troisième République al Palazzo delle Tuileries.

## Accessi
Esiste un solo accesso situato all'altezza del numero 20, rue du Quatre Septembre.

## Interconnessioni
- Bus RATP - 20, 29, 39
- Noctilien - N15, N16

## Galleria d'immagini

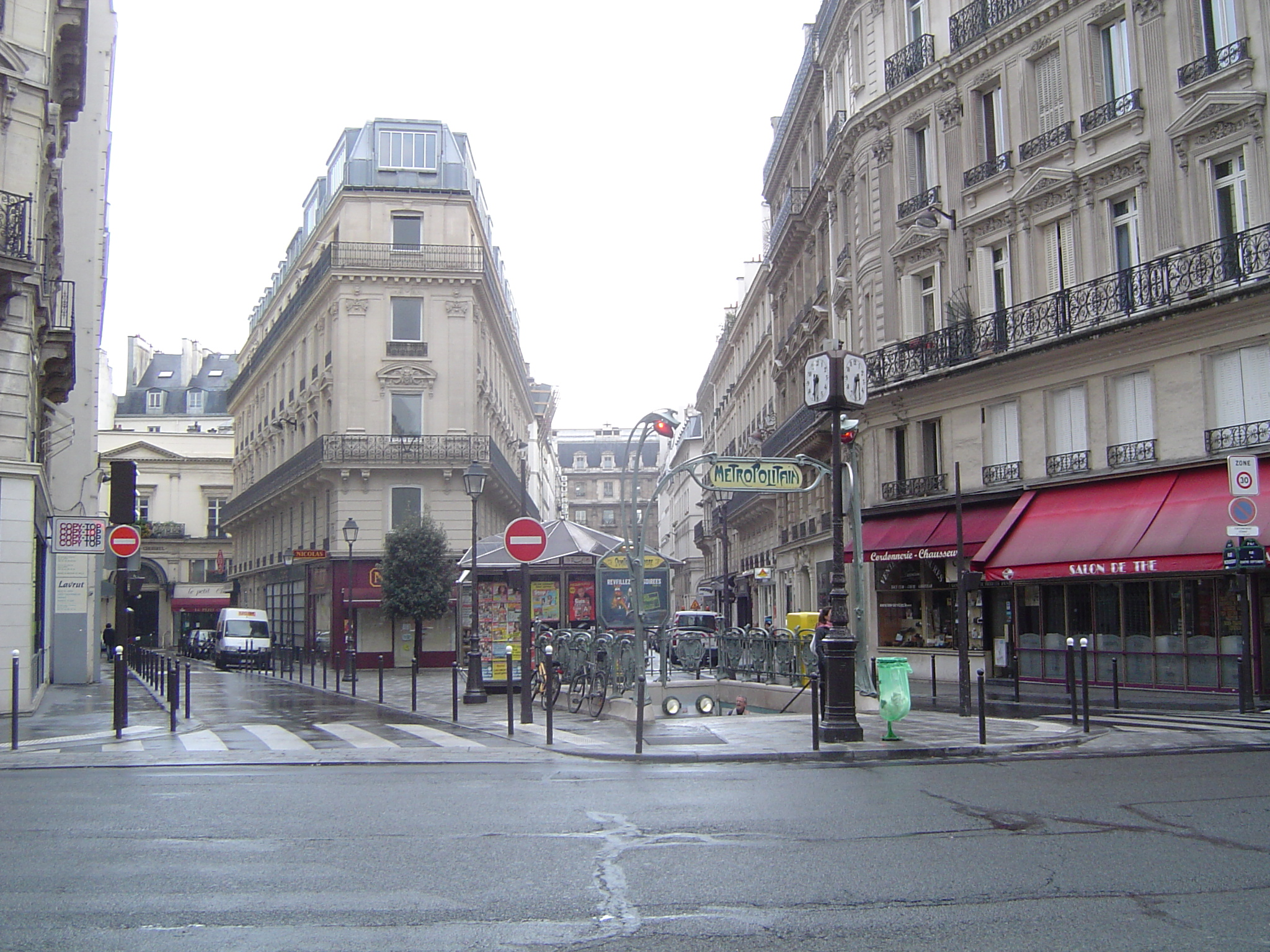
Ingresso della stazione
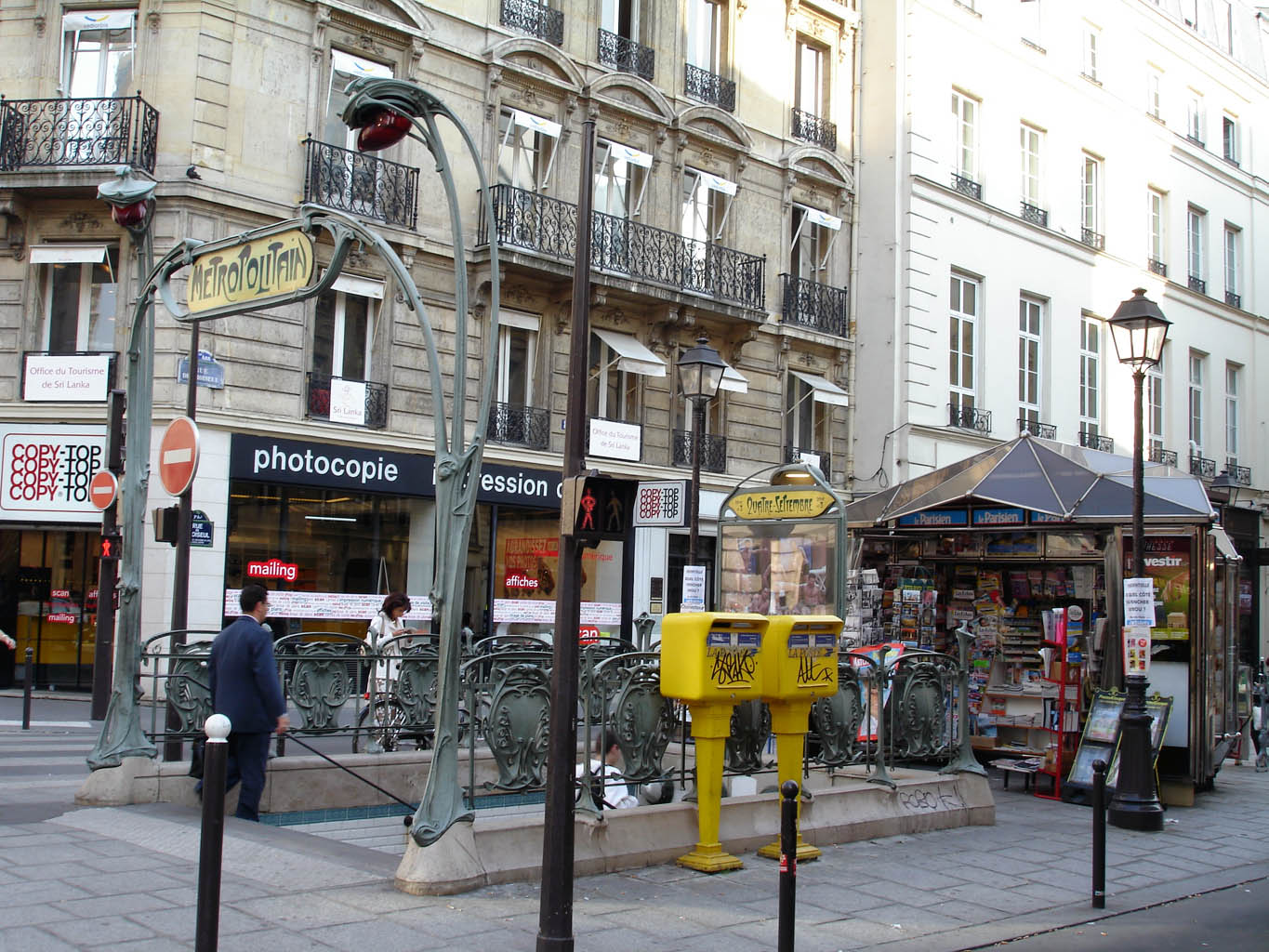
Ingresso
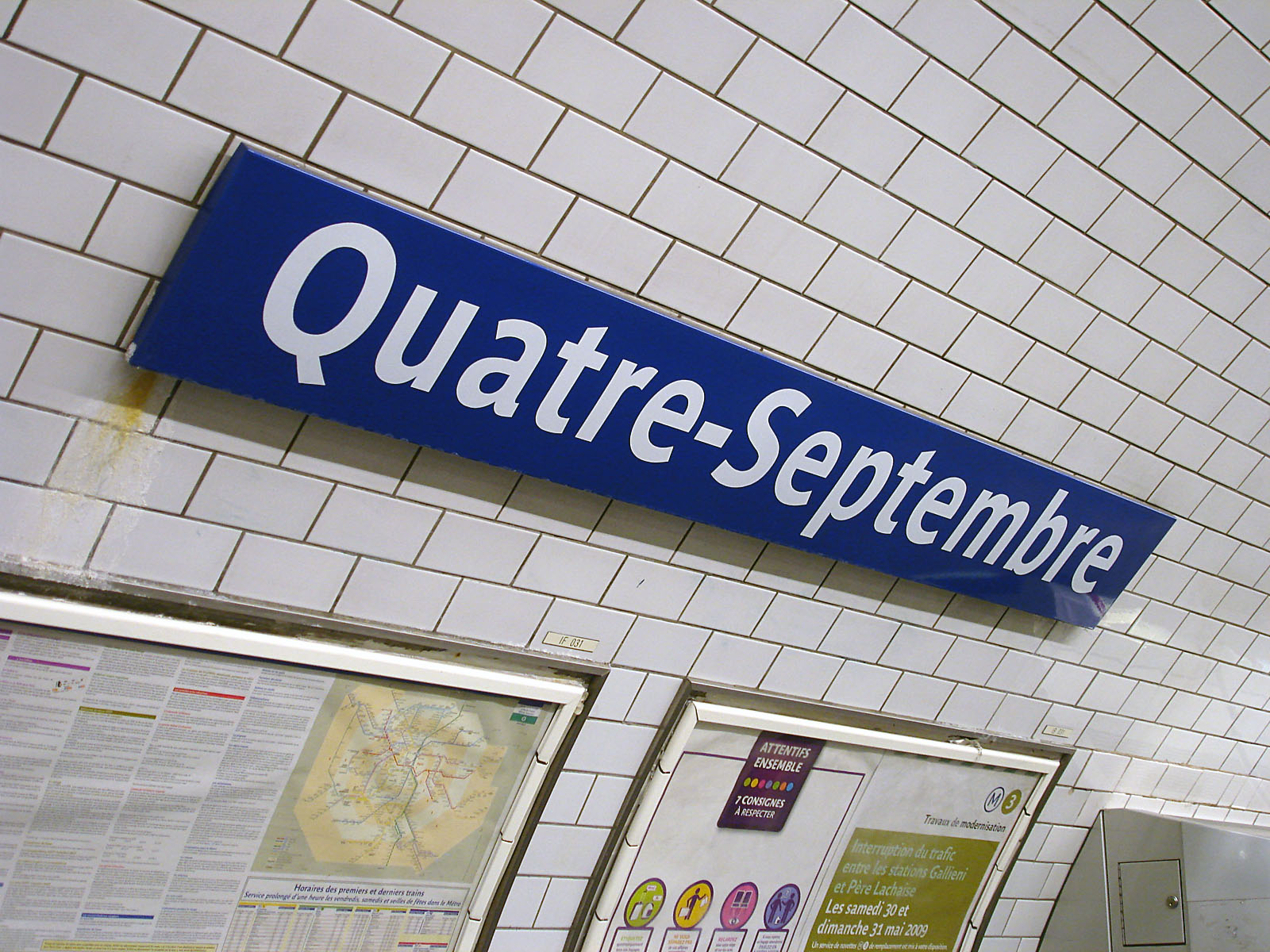
Pannello indicatore con il nome della stazione
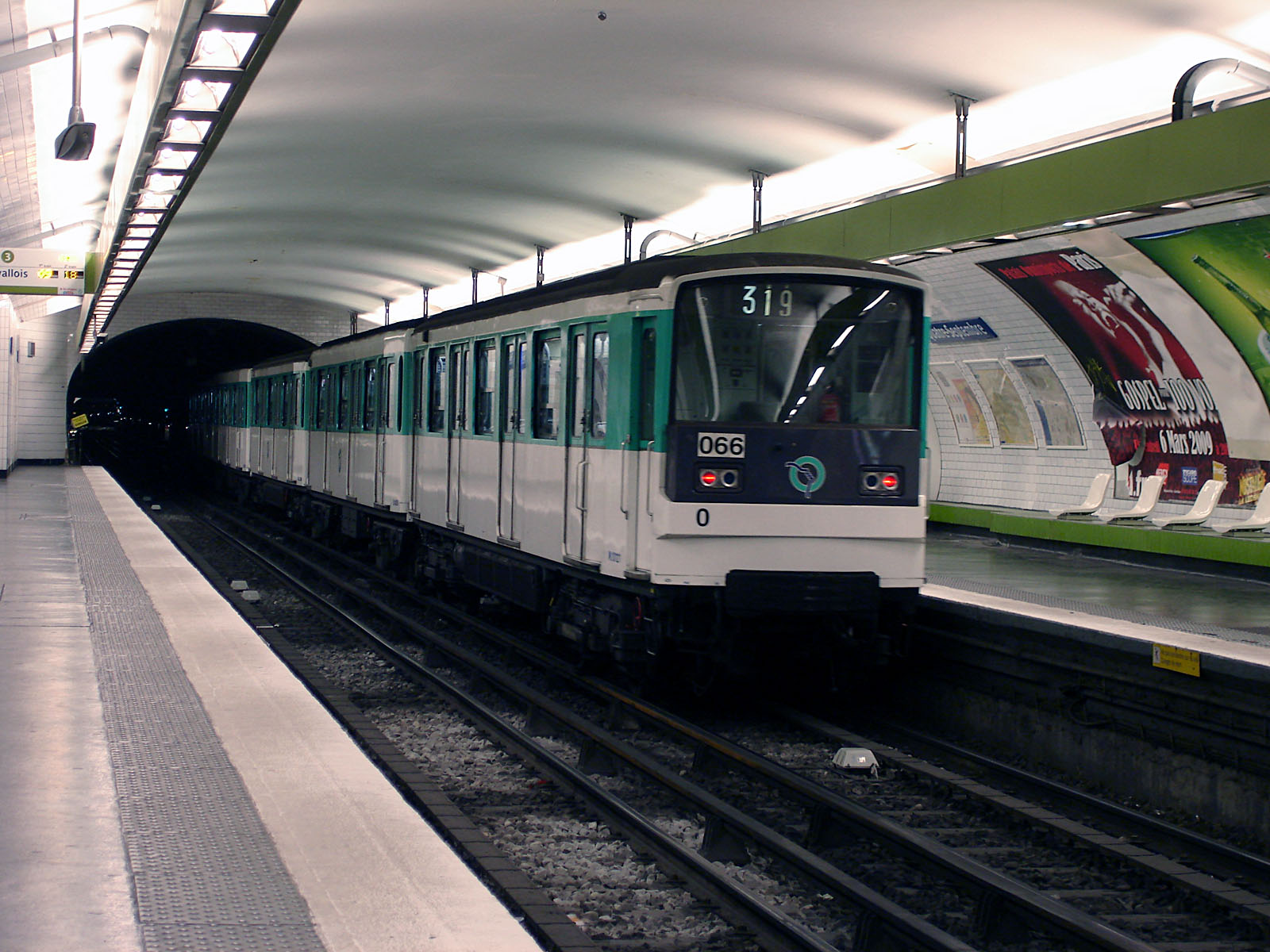
Convoglio nella stazione